# 경주 기림사 약사전
경주 기림사 약사전(慶州 祇林寺 藥師殿)은 대한민국 경상북도 경주시 문무대왕면 호암리, 기림사에 있는 건축물이다. 1991년 9월 6일 경상북도의 문화재자료 제252호로 지정되었다.

## 개요
기림사는 함월산 기슭에 있는 절로 신라 선덕여왕 12년(643)에 세웠다. 기림사란 명칭은 부처가 생전에 제자들과 함께 활동하던 인도의 기원정사를 뜻한다.
중심 건물인 대적광전 동쪽에 있는 약사전은 약사여래를 모시고 있는 불당이다. 세운 시기는 알 수 없으나 조선 효종 5년(1654)에 고쳐 세운 기록으로 보아 그 이전에 세웠음을 알 수 있다.
지붕은 옆면에서 볼 때 사람 인(人)자 모양인 맞배지붕이다. 지붕 처마를 받치기 위해 장식하여 만든 공포는 기둥 위와 기둥 사이에도 있는 다포 양식으로 꾸몄다.
겉모습이 부드러우면서 균형이 잘 잡혀있는 건축물이다.

## 참고 자료
- 기림사약사전 - 국가유산청 국가유산포털